# ケメロヴォ (小惑星)
ケメロヴォ (2140 Kemerovo) は小惑星帯に位置する小惑星である。ソビエト連邦の天文学者タマラ・スミルノワが発見した。
ロシア連邦のシベリア連邦管区ケメロヴォ州の州都、ケメロヴォ (Кемерово, Kemerovo) から命名された。